# Nam Phú
Nam Phú là một xã thuộc huyện Tiền Hải, tỉnh Thái Bình, Việt Nam.
Xã có diện tích 9,85 km², dân số năm 1999 là 4.161 người, mật độ dân số đạt 422 người/km².